# Copa América 1935
De Copa América 1935 (eigenlijk Zuid-Amerikaans voetbalkampioenschap 1935, want de naam Copa América werd pas vanaf 1975 gedragen) was een toernooi gehouden in Lima, Peru van 6 januari tot 27 januari 1935.
De deelnemende landen waren Argentinië, Chili, Peru en Uruguay. Brazilië, Bolivia en Paraguay trokken zich terug.

## Deelnemende landen
| Land           | Aantal deelnames | Huidig aantal deelnames op rij | Vorige deelname |
| -------------- | ---------------- | ------------------------------ | --------------- |
| Argentinië (t) | 13de             | 13                             | 1929            |
| Chili          | 8ste             | 1                              | 1926            |
| Peru (g)       | 3de              | 3                              | 1929            |
| Uruguay        | 12de             | 4                              | 1929            |

- (g) = gastland
- (t) = titelverdediger

## Stadion
| Lima                                         |
| -------------------------------------------- |
| Estadio Nacional del Perú Capaciteit: 40.000 |
| · Lima                                       |

## Scheidsrechters
De organisatie nodigde in totaal 5 scheidsrechters uit voor 6 duels. Tussen haakjes staat het aantal gefloten duels tijdens de Copa América 1935.

## Eindstand
| Land       | Wed | Win | Gel | Ver | DV | DT | +/− | Pnt |
| ---------- | --- | --- | --- | --- | -- | -- | --- | --- |
| Uruguay    | 3   | 3   | 0   | 0   | 6  | 1  | +5  | 6   |
| Argentinië | 3   | 2   | 0   | 1   | 8  | 5  | +3  | 4   |
| Peru       | 3   | 1   | 0   | 2   | 2  | 5  | –3  | 2   |
| Chili      | 3   | 0   | 0   | 3   | 2  | 7  | –5  | 0   |

## Wedstrijden
Elk land moest één keer tegen elk ander land spelen. De puntenverdeling was als volgt:
- Twee punten voor winst
- Één punt voor gelijkspel
- Nul punten voor verlies

|                                   |                                                 |       |            |                                                             |
| 6 januari 1935 «onderlinge duels» | Argentinië                                      | 4 – 1 | Chili      | Estadio Nacional, Lima Scheidsrechter: Miguel Serra Hurtado |
| 6 januari 1935 «onderlinge duels» | Lauri 28' Arrieta 49' García 57' Masantonio 71' |       | Carmona 8' | Estadio Nacional, Lima Scheidsrechter: Miguel Serra Hurtado |

|                                    |               |       |      |                                                           |
| 13 januari 1935 «onderlinge duels» | Uruguay       | 1 – 0 | Peru | Estadio Nacional, Lima Scheidsrechter: Humberto Reginatto |
| 13 januari 1935 «onderlinge duels» | H. Castro 80' |       |      | Estadio Nacional, Lima Scheidsrechter: Humberto Reginatto |

|                                    |                 |       |             |                                                           |
| 18 januari 1935 «onderlinge duels» | Uruguay         | 2 – 1 | Chili       | Estadio Nacional, Lima Scheidsrechter: José Artemio Serra |
| 18 januari 1935 «onderlinge duels» | Ciocca 33', 35' |       | Giudice 54' | Estadio Nacional, Lima Scheidsrechter: José Artemio Serra |

|                                    |                                     |       |                 |                                                    |
| 20 januari 1935 «onderlinge duels» | Argentinië                          | 4 – 1 | Peru            | Estadio Nacional, Lima Scheidsrechter: César Pioli |
| 20 januari 1935 «onderlinge duels» | Masantonio 10', 61', 81' García 50' |       | T. Fernández 2' | Estadio Nacional, Lima Scheidsrechter: César Pioli |

|                                    |                |       |       |                                                      |
| 26 januari 1935 «onderlinge duels» | Peru           | 1 – 0 | Chili | Estadio Nacional, Lima Scheidsrechter: Eduardo Forte |
| 26 januari 1935 «onderlinge duels» | Montellanos 5' |       |       | Estadio Nacional, Lima Scheidsrechter: Eduardo Forte |

|                                    |            |                                   |         |                                                           |
| 27 januari 1935 «onderlinge duels» | Argentinië | 0 – 3                             | Uruguay | Estadio Nacional, Lima Scheidsrechter: Humberto Reginatto |
| 27 januari 1935 «onderlinge duels» |            | Castro 18' Taboada 28' Ciocca 36' |         | Estadio Nacional, Lima Scheidsrechter: Humberto Reginatto |

|                   |
| Vlag van Uruguay  |
| URUGUAY 7de titel |

## Doelpuntenmakers
4 doelpunten
- Masantonio

3 doelpunten
- Ciocca

2 doelpunten
- García
- Castro

1 doelpunt
- Arrieta
- Lauri
- Carmona

- Giudice
- Fernández

- Montellanos
- Taboada

1916 · 
1917 · 
1919 · 
1920 · 
1921 · 
1922 · 
1923 · 
1924 · 
1925 · 
1926 · 
1927 · 
1929 · 
1935 · 
1937 · 
1939 · 
1941 · 
1942 · 
1945 · 
1946 · 
1947 · 
1949 · 
1953 · 
1955 · 
1956 · 
1957 · 
1959 · 
1959 · 
1963 · 
1967 · 
1975 · 
1979 · 
1983 · 
1987 · 
1989 · 
1991 · 
1993 · 
1995 · 
1997 · 
1999 · 
2001 · 
2004 · 
2007 · 
2011 · 
2015 · 
2016 ·
2019 ·
2021 ·
2024